# Grand Prix de Wallonie 2021
Grand Prix de Wallonie 2021 – 61. edycja wyścigu kolarskiego Grand Prix de Wallonie, która odbyła się 15 września 2021 na trasie o długości ponad 208 kilometrów, biegnącej z miejscowości Aywaille do cytadeli w Namur. Impreza kategorii 1.Pro była częścią UCI ProSeries 2021.

## Drużyny
| WorldTeams (9)- Israel Start-Up Nation - AG2R Citroën Team - Bora-Hansgrohe - Cofidis - EF Education-Nippo - Intermarché-Wanty-Gobert Matériaux - Lotto Soudal - Team DSM - Qhubeka NextHash ProTeams (7)- Alpecin-Fenix - B&B Hotels p/b KTM - Bingoal Pauwels Sauces WB - Sport Vlaanderen-Baloise - Arkéa-Samsic - TotalEnergies - Uno-X Pro Cycling Team Continental teams (4)- Hagens Berman Axeon - Riwal - Tarteletto-Isorex - Xelliss-Roubaix Lille Métropole |
| |

## Klasyfikacja generalna
| \| Klasyfikacja generalna \| Klasyfikacja generalna \| Klasyfikacja generalna \| Klasyfikacja generalna \| Klasyfikacja generalna \| \| Kolarz \| Kolarz \| Państwo \| Drużyna \| Czas \| \| ---------------------- \| ---------------------- \| ---------------------- \| ---------------------- \| ---------------------- \| \| 1. \| Christophe Laporte \| Francja \| Cofidis \| 4h 59' 57" \| \| 2. \| Warren Barguil \| Francja \| Arkéa-Samsic \| + 0" \| \| 3. \| Tosh Van der Sande \| Belgia \| Lotto-Soudal \| + 0" \| \| 4. \| Dorian Godon \| Francja \| AG2R Citroën Team \| + 0" \| \| 5. \| Gianni Vermeersch \| Belgia \| Alpecin-Fenix \| + 0" \| \| 6. \| Rasmus Tiller \| Norwegia \| Uno-X Pro Cycling Team \| + 0" \| \| 7. \| Patrick Konrad \| Austria \| Bora-Hansgrohe \| + 0" \| \| 8. \| Tom Van Asbroeck \| Belgia \| Israel Start-Up Nation \| + 0" \| \| 9. \| Tiesj Benoot \| Belgia \| Team DSM \| + 0" \| \| 10. \| Dimitri Claeys \| Belgia \| Qhubeka NextHash \| + 0" \| |                    |          |                        |            |
| |                    |          |                        |            |
| Źródło: ProCyclingStats |                    |          |                        |            |
| Klasyfikacja generalna |                    |          |                        |            |
| Kolarz | Kolarz             | Państwo  | Drużyna                | Czas       |
| 1. | Christophe Laporte | Francja  | Cofidis                | 4h 59' 57" |
| 2. | Warren Barguil     | Francja  | Arkéa-Samsic           | + 0"       |
| 3. | Tosh Van der Sande | Belgia   | Lotto-Soudal           | + 0"       |
| 4. | Dorian Godon       | Francja  | AG2R Citroën Team      | + 0"       |
| 5. | Gianni Vermeersch  | Belgia   | Alpecin-Fenix          | + 0"       |
| 6. | Rasmus Tiller      | Norwegia | Uno-X Pro Cycling Team | + 0"       |
| 7. | Patrick Konrad     | Austria  | Bora-Hansgrohe         | + 0"       |
| 8. | Tom Van Asbroeck   | Belgia   | Israel Start-Up Nation | + 0"       |
| 9. | Tiesj Benoot       | Belgia   | Team DSM               | + 0"       |
| 10. | Dimitri Claeys     | Belgia   | Qhubeka NextHash       | + 0"       |